# Julián Hospitator
Julián Hospitator (latinsky Julianus Hospitator, tj. Julián Pohostinný), též Julián Chudý je světec katolické církve. Měl žít v 7. století, ale jeho historická existence je nejistá.

## Legenda
Původ svatého Juliána není znám, občas se za jeho domovinu považuje dnešní Belgie.
Jeho život je popsán ve Zlaté legendě Jacoba de Voragine a obsahuje prvky oidipovského příběhu a legend o svatých Eustachovi a Kryštofovi. Julián prý nevědomky zavraždil své rodiče a jako pokání podnikl pouť do Říma. Julián se pak usadil na řece buď v Itálii (Potenza u Maceraty) nebo ve francouzské Provence (Gard) a provozoval zde hostinec pro poutníky. Také se říká, že se staral o nemocné a převážel cestovatele na druhý břeh řeky na přívozu. Poté se stáhl a žil sám.

## Uctívání
Julián Hospitator je uctíván jako patron cestovatelů, poutníků, hostinských, převozníků, kejklířů a muzikantů i kajícných vrahů. Jeho památný den je 29. leden, ale uvádějí se i 12. únor nebo 31. srpen.
Je patronem měst Macerata v Itálii a San Ġiljan na Maltě. Je mu zasvěcen belgicko-vlámský národní kostel San Giuliano dei Fiamminghi v Římě a kostel Saint-Julien-le-Pauvre v Paříži. V belgickém Ath je uctíván v kostele Saint-Julien spolu s Juliánem z Brioude.